# Балалайка
Балалайката е руски национален струнен музикален инструмент с резонаторна кутия в триъгълна форма, дълга шийка и гриф с позиционни прегради. Инструментът се среща в различни размери – от 600 мм до 1,7 метра (контрабас-балалайка) и има три металически струни, от които две са настроени в унисон, а другата кварта по-високо. Струните се привеждат в звучение посредством засягането им с върховете на 2, 3 и 4 пръст на дясната ръка при бързо тремолиране на китката (т.н. брянцане) или по-често чрез плектрум (перце).
Среща се в пет основни разновидности: прима, секунда, алт, бас и контрабас. В края на XIX век балалайката е усъвършенствана от Василий Андреев, който прилага система за настройване на струните и определя точно оркестровите разновидности:
- прима със строй: е1, е1, а1;
- секунда: а, а, d1;
- алт: е, е, а;
- бас: Е, А, d;
- контрабас: Е1, А1, D.[1]

Балалайката е един от инструментите, които са се превърнали (заедно с акордеона и в по-малка степен жалейката) в музикален символ на руския народ.